# Yunnan-Guizhou-Plateau

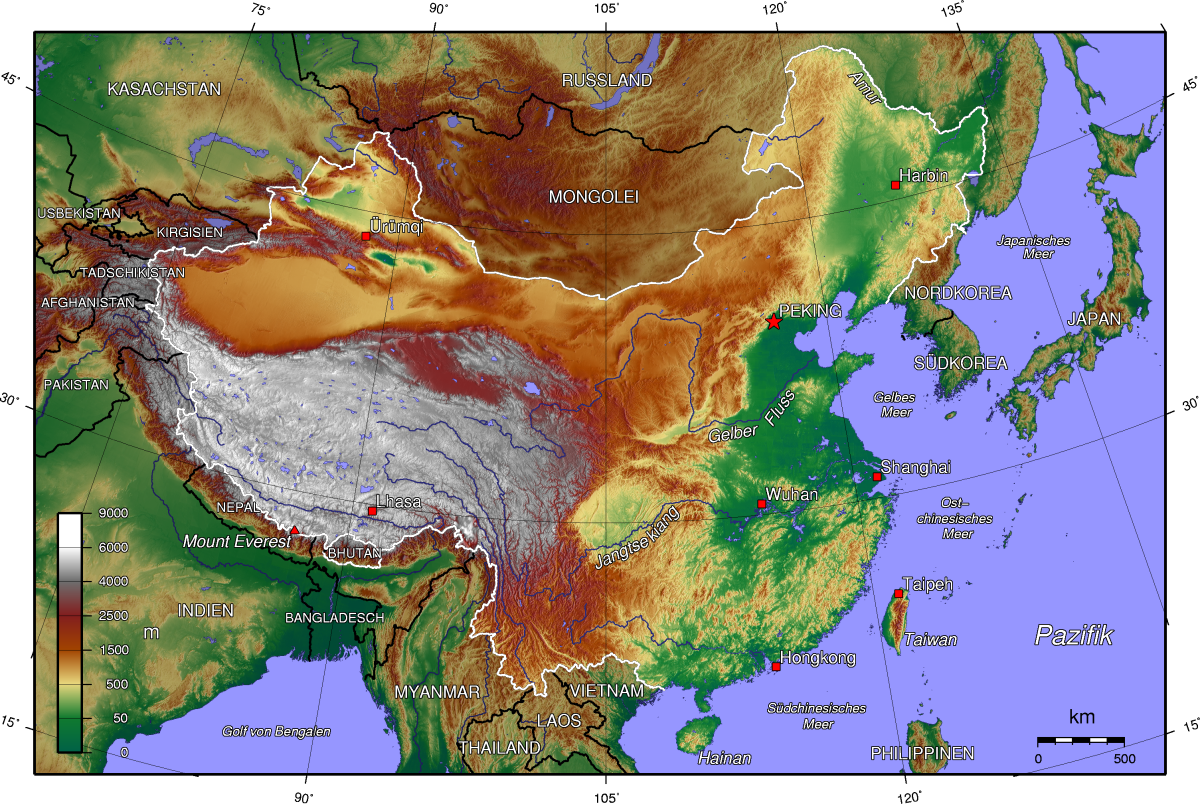
Topographische Karte von Südwest-China

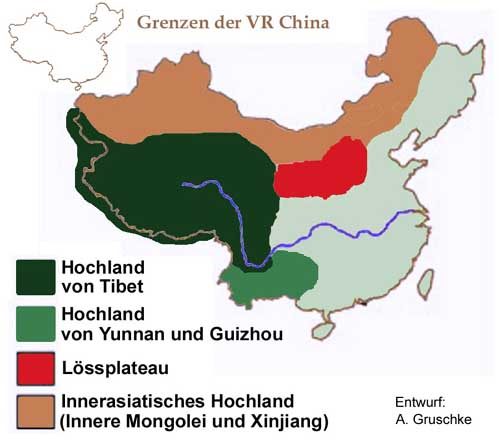
Chinesische Hochebenen

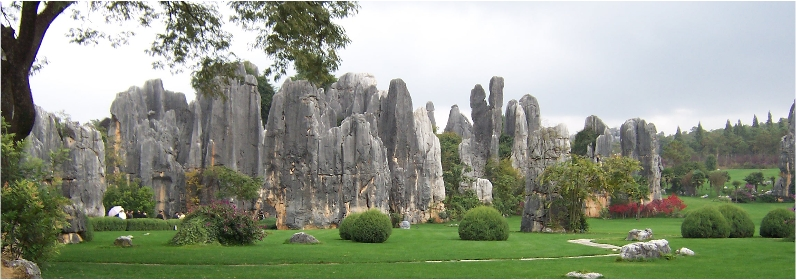
Shilin (石林) – Steinwald in Yunnan

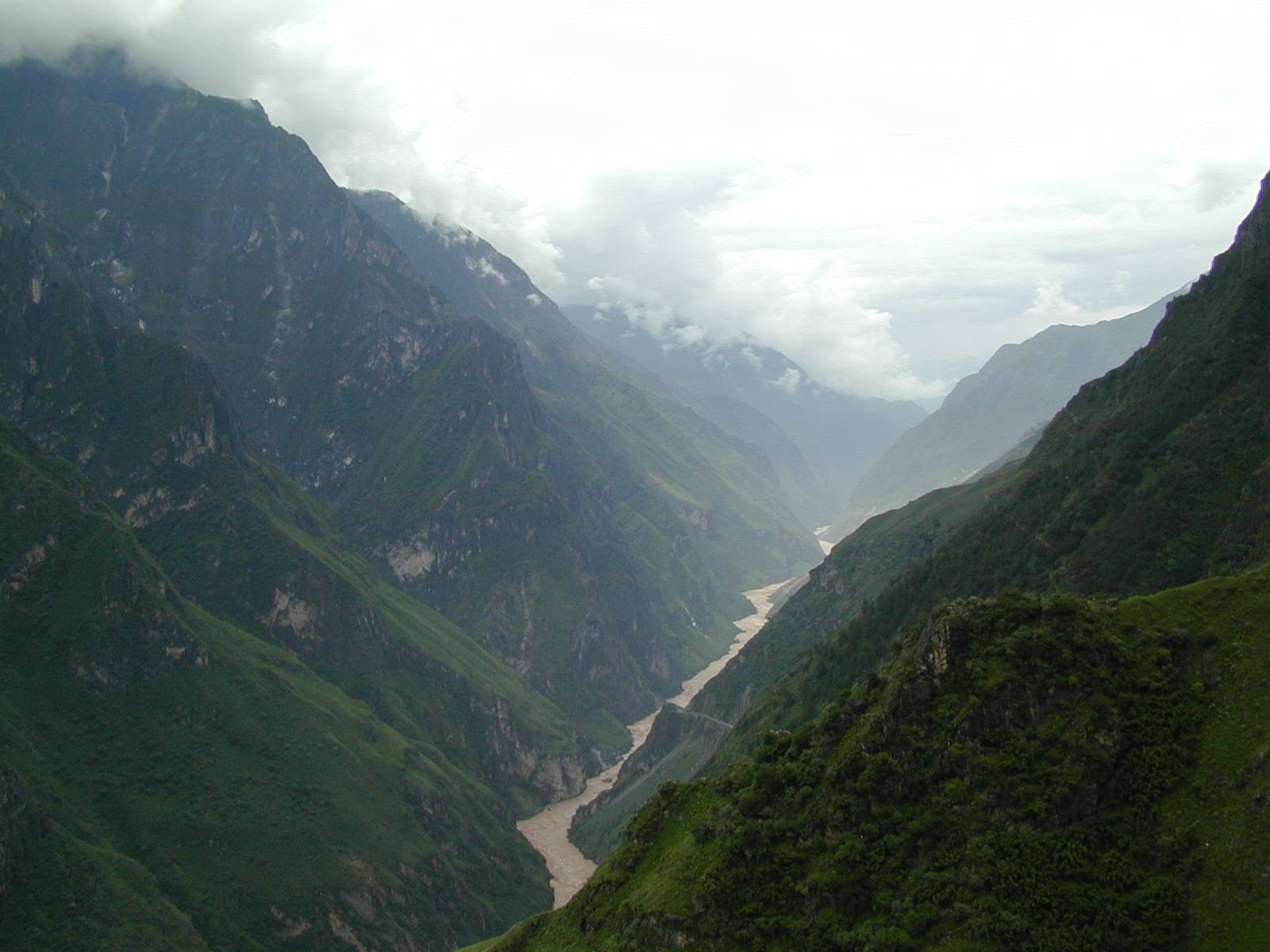
Tigersprung-Schlucht (Hutiao Xia) am Jinsha Jiang

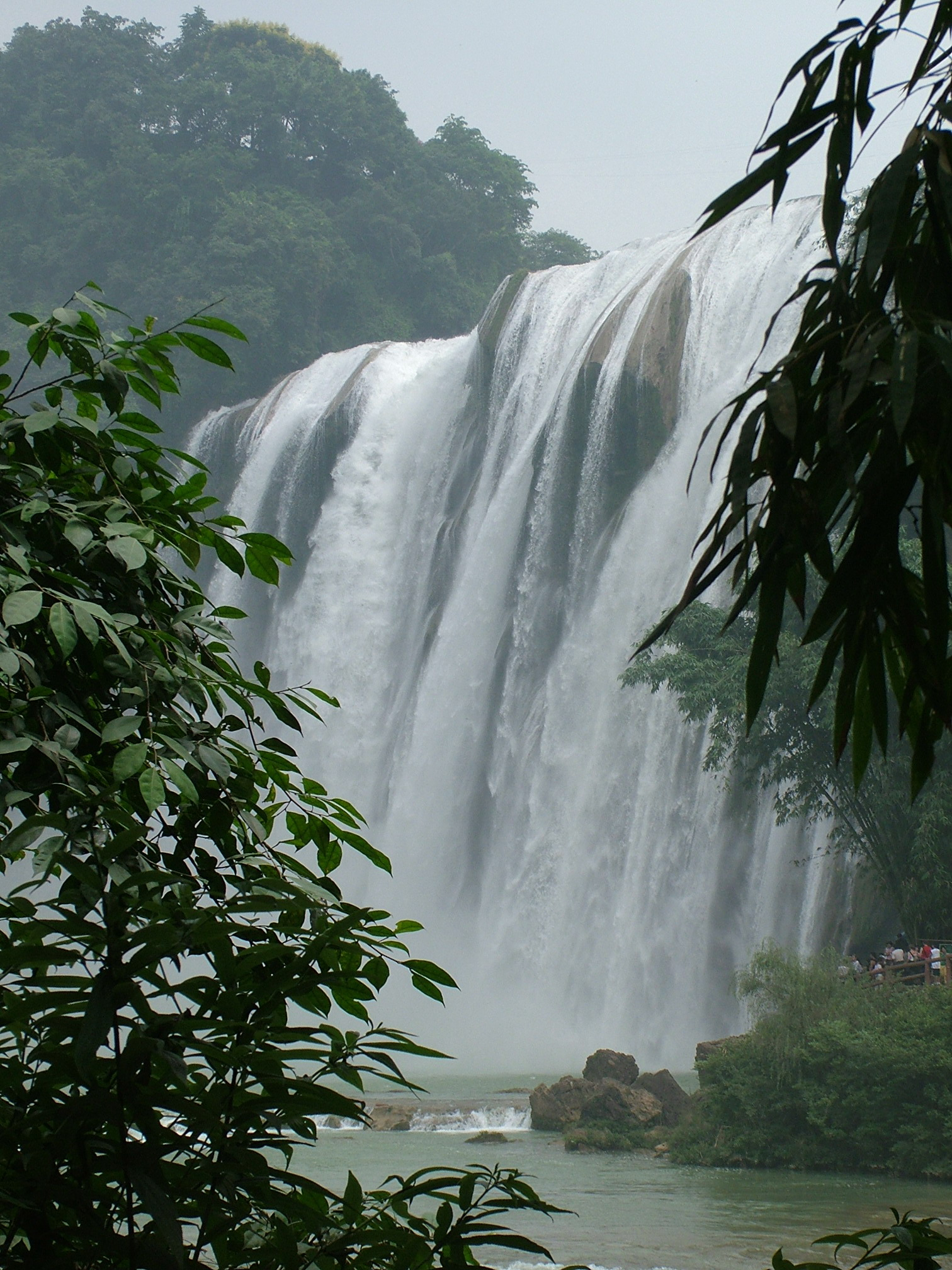
Huangguoshu-Wasserfall

Das Yunnan-Guizhou-Plateau, Yunnan-Guizhou-Hochland, Yun-Gui-Plateau bzw. die Hochebene von Yunnan und Guizhou (chinesisch 云贵高原, Pinyin Yún-Guì Gāoyuán) liegt in Südwest-China im Osten des Ailao-Gebirges (哀牢山) in der chinesischen Provinz Yunnan und im Westen des Südöstlichen Hügellands (东南丘陵). Im Westen ist es mit dem Qinghai-Tibet-Plateau (Hochland von Tibet) verbunden. Es ist eine der großen chinesischen Hochebenen und umfasst den Ostteil von Yunnan, ganz Guizhou, den Nordwesten von Guangxi und die Grenzgebiete von Sichuan, Hunan und Hubei. Im Süden erstreckt es sich über die Grenze bis nach Nord-Vietnam.
Im Einzelnen wird die Yunnan-Guizhou-Hochebene im Chinesischen untergliedert in Ost-Yunnan-Plateau (滇东高原,  Diāndōng Gāoyuán), Nord-Yunnan-Plateau (滇北高原,  Diānběi Gāoyuán), West-Yunnan-Plateau (滇西高原,  Diānxī Gāoyuán), Zentral-Yunnan-Plateau (滇中高原,  Diānzhōng Gāoyuán), Nord-Guizhou-Plateau (黔北高原,  Qiánběi Gāoyuán), Zentral-Guizhou-Plateau (黔中高原,  Qiánzhōng Gāoyuán) und West-Guizhou-Plateau (黔西高原,  Qiánxī Gāoyuán).
Das Yunnan-Guizhou-Plateau liegt zwischen 1.000 und 2.000 Meter hoch, seine Höhe nimmt von Yunnan nach Guizhou – also von Nordwest nach Südost – ab. Es ist sehr uneben, denn auf der Hochebene liegen viele Becken zwischen den Bergen, welche von den Einheimischen auch "bazi" (坝子) genannt werden. Es ist eine Karstlandschaft, da Kalkstein sehr verbreitet ist. Es gibt viele Kalksteinhöhlen mit Stalagmiten und Stalaktiten, Steinsäulen, unterirdische Flüsse und sogenannte Steinwälder. Berühmte Steinwälder sind der Lunan-Steinwald (路南石林,  Lùnán Shílín) im Autonomen Kreis Shilin der Yi und der Anshun-Drachenpalast (安顺龙宫,  Ānshùn Lónggōng) in Anshun.
Das Yunnan-Guizhou-Plateau bildet die Wasserscheide zwischen den Flüssen Jangtse, Xi Jiang (西江) (dem größten Nebenfluss des Perlflusses) und dem Yuan Jiang (元江), der am Unterlauf zum Roten Fluss (红河) wird.
Es wird von Flüssen wie dem Jinsha Jiang (金沙江), Yuan Jiang (元江), Nanpan Jiang (南盘江), Beipan Jiang (北盘江), Wu Jiang (乌江), Yuan Jiang (沅江) und Liu Jiang (柳江) durchschnitten, die das Bergland des Plateaus in einzelne Stücke mit zahlreichen tiefen und zerklüfteten Schluchten teilen. Die große Hutiaoxia-Schlucht (虎跳涧大峡谷,  Hǔtiào Dàxiágǔ – „Tigersprung-Schlucht“) am Jinsha Jiang ist beispielsweise etwa 3.000 Meter tief, die Schlucht des Wu Jiang zwischen 300 und 500 Meter.
Bekannte Seen sind der Dian-See bei Kunming und der Erhai-See bei Dali.
Das Plateau ist reich bewaldet und hat viele Bodenschätze.